# Norma Bengell
Norma Aparecida Almeida Pinto Guimarães d'Áurea Bengell (21 de febrer de 1935 – 9 d'octubre de 2013) va ser una actriu, cantautora, guionista i directora de cinema, teatre i televisió brasilera. Va aparèixer en diversos episodis de T.H.E. Cat, el primer a l'episodi de 1966 "To Kill a Priest".

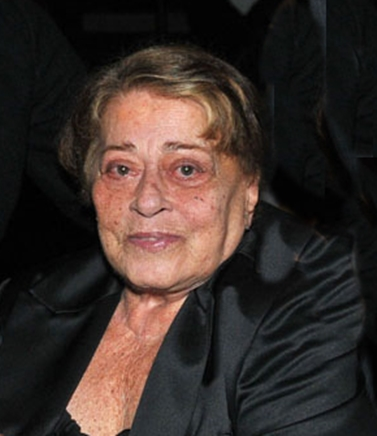
Bengell el 2011.

## Biografia
Bengell va néixer a Rio de Janeiro, Brasil. Era filla de Christian Friedrich Bengel, un afinador de piano alemany d'origen belga, i de Maria da Glória Guimarães, una jove brasilera rica de la Zona sud de Rio de Janeiro. Quan tenia 10 anys, els seus pares es van separar. Com que era rebel, Norma va ser admesa en un col·legi de monges. Després d'un temps difícil, va començar a treballar a principis dels anys 50, primer com a model i després com a estrella de revista, on va desenvolupar la seva carrera de cantant.

## Carrera
Bengell va estar activa en la indústria cinematogràfica des de 1959. Va aparèixer en nombroses produccions internacionals, inclòs un llarg període durant la meitat dels anys 60 coprotagonitzant produccions italianes, en les quals sol ser elegida com l'interès romàntic de la protagonista. Possiblement és més coneguda per haver protagonitzat amb Alberto Sordi Mafioso (1962) d’Alberto Lattuada i I crudeli (1967) de Sergio Corbucci. Va tenir un paper important com a prostituta a O Pagador de Promessas (1962) d’Anselmo Duarte, un drama brasiler que va ser nominat a l'Oscar a la millor pel·lícula de parla no anglesa el 1963 i va guanyar la Palma d'Or al 15è Festival Internacional de Cinema de Canes el 1962. A principis d'aquell mateix any, va causar una gran controvèrsia després d'aparèixer nua en una escena de la pel·lícula de Ruy Guerra Os Cafajestes.
El 1987, va dirigir la seva primera pel·lícula, Eternamente Pagu, una biografia de Patrícia Galvão. El 1996, va dirigir una adaptació de la novel·la de José de Alencar O guaraní, també titulada O guaraní.

## Mort
Va morir d'un càncer de pulmó als 78 anys a Rio de Janeiro el 9 d'octubre de 2013.